# ℃-uteデビュー単独コンサート2007春 〜始まったよ!キューティーショー〜
『℃-uteデビュー単独コンサート2007春 〜始まったよ!キューティーショー〜』（キュートデビューたんどくコンサート2007はる はじまったよ キューティーショー）は、2007年2月24日・25日に日本青年館で行われた、℃-uteにとって初めてとなる単独有料コンサートである。2007年4月18日発売。発売元はゼティマ。

## 日程

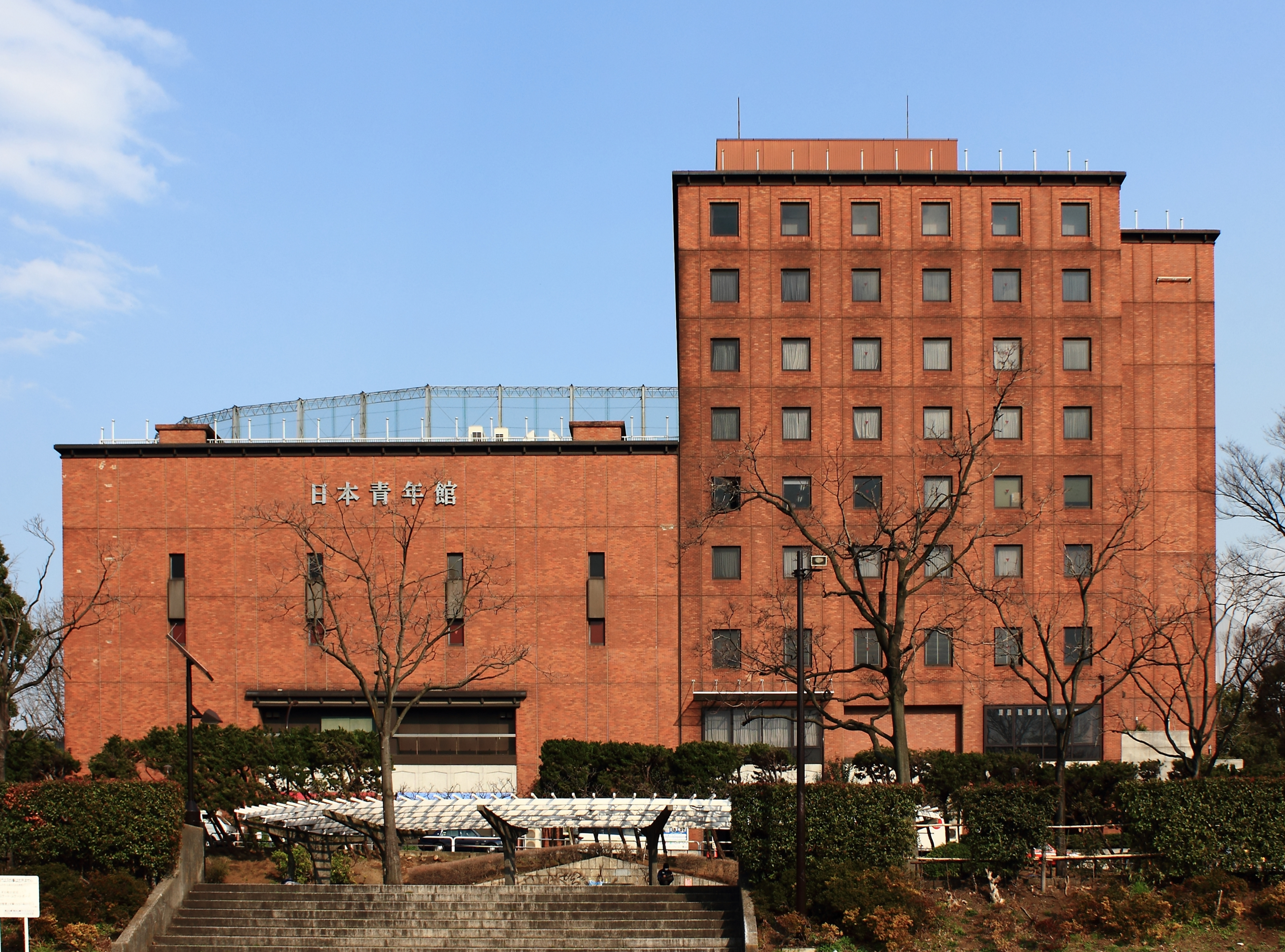
会場の日本青年館（2012年3月撮影）

両日とも1日2公演。各公演の終演後には握手会が行われた。
- 2月24・25日 ： 東京・日本青年館

## DVD
『℃-uteデビュー単独コンサート2007春 〜始まったよ!キューティーショー〜』（2007年4月18日）
2007年2月25日日本青年館でのライブの模様を収録
1. OPENING
2. JUMP
3. MC1
4. EVERYDAY YEAH!片想い
5. As ONE
6. MC2
7. ENDLESS LOVE 〜I Love You More〜
8. 即 抱きしめて
9. YES!しあわせ
10. MC3 キューティーガールズコント
11. SHALL WE LOVE?（梅田えりか・矢島舞美・中島早貴・有原栞菜）
12. MC4
13. 会えない長い日曜日（岡井千聖・萩原舞）
14. サヨナラのLOVE SONG（鈴木愛理）
15. （キューティーメドレー）ミラクルルン グランプリン!〜ちょこっとLOVE（中島早貴・鈴木愛理・岡井千聖）〜乙女 パスタに感動
16. （VTRコーナー）
17. わっきゃない(Z)
18. タイムカプセル
19. 桜チラリ
20. 大きな愛でもてなして
21. まっさらブルージーンズ